# Arnaud Gérard
Arnaud Gérard (Dinan, 6 de octubre de 1984) es un ciclista francés que fue profesional de 2005 a 2018.

## Trayectoria
Debutó como profesional en 2005 con el equipo La Française des Jeux. Ganó en 2008 la Polynormande. Su mejor resultado en una gran vuelta fue su 105.ª posición en la Vuelta a España 2009.
Al final de la temporada 2018 anunció su retirada del ciclismo tras catorce temporadas como profesional y con 34 años de edad. Su última carrera fue la París-Tours 2018.

## Palmarés
2008
- Polynormande

2015
- 1 etapa del Tour de Poitou-Charentes

## Resultados en Grandes Vueltas
| Carrera | Carrera         | 2005 | 2006  | 2007  | 2008  | 2009  | 2010 | 2011 | 2012 | 2013 | 2014  | 2015  | 2016 | 2017 | 2018 |
| ------- | --------------- | ---- | ----- | ----- | ----- | ----- | ---- | ---- | ---- | ---- | ----- | ----- | ---- | ---- | ---- |
|         | Giro de Italia  | —    | 143.º | 124.º | —     | —     | —    | —    | —    | —    | —     | —     | —    | —    | —    |
|         | Tour de Francia | —    | —     | —     | 129.º | —     | —    | —    | —    | —    | 132.º | 133.º | —    | —    | —    |
|         | Vuelta a España | —    | —     | —     | —     | 105.º | —    | —    | —    | —    | —     | —     | —    | —    | —    |

—: no participa
Ab.: abandono